# Сражение при Севен-Пайнс
Сражение при Севен-Пайнс (англ. The Battle of Seven Pines), также известное как Сражение при Фэр-Оукс или Сражение при Фэр-Оукс-Стейшен, происходило 31 мая — 1 июня 1862 года в округе Энрико, штат Виргиния. Одно из сражений Кампании на Полуострове в годы американской гражданской войны. В этом сражении федеральная армия достигла предельных успехов за всю кампанию, достигнув пригородов Ричмонда, столицы Конфедерации.
Сражение было отчаянной попыткой остановить наступающую на Ричмонд армию генерала Макклелана.
31 мая командующий армией Конфедерации Джозеф Джонстон попытался разбить два федеральных корпуса, наступающих на южном берегу реки Чикахомини. Атаки южан были плохо организованы, но им удалось заставить отступить IV федеральный корпус и нанести ему чувствительный урон. Постепенно в бой втянулись резервы обеих сторон. Северянам удалось стабилизировать позиции, генерал Джонстон был тяжело ранен и командование временно принял генерал Смит, южане отступили. 1 июня южане повторили атаку, но успеха не достигли. Обе стороны называли себя победителями, однако южане не достигли никаких своих целей.

## Предыстория
Джонстон отводил свою 60-тысячную армию с Вирджинского Полуострова, а Макклелан преследовал его и уже приблизился к предместьям Ричмонда. Оборонительная линия Джонстона начиналась на реке Джеймс у Друри-Блафф, её центр и левый фланг находился за рекой Чикахомини. Река была удобной линией обороны — весной она разлилась и превратила равнины к востоку от Ричмонда в болота. Армия Джонстона сожгла все мосты через реку и заняла позиции к северу и востоку от города. Армия Макклелана насчитывала 105 000 человек, он расположил её к северо-востоку. Он ждал прибытия I-го корпуса Макдауэлла, поэтому старался контролировать северное направление.
Потомакская армия создала базы в Элтамс-Лендинге, Кумберленд-Лендинге и Уайт-Хаус-Лендинге. Уайт-Хаус, плантация Руни Ли, сына генерала Роберта Ли, стала для Макклелана основной базой. Железная дорога позволяла ему перемещать тяжелую осадную артиллерию к предместьям Ричмонда. Он двигался медленно, без спешки, искренне полагая, что армия противника превосходит его численно. К концу мая северяне построили мосты на Чикахомини и перешли реку, переместив треть армии на южный берег. 23-го мая корпус Киза перешел реку, а 27-го начал укреплять позиции на Вильямсбергской дороге у Севен-Пайнс.

## Силы сторон
Федеральная армия, численностью 105 000 человек подошла к Ричмонду с северо-востока, развернувшись на берегу реки Чикахомини. На северном берегу стояло три корпуса, прикрывая линии снабжения. Это были V корпус генерала Портера, VI корпус Франклина, и II корпус Самнера. К югу от реки встал IV корпус бригадного генерала Эрасмуса Киза и III корпус Хентцельмана. 31 мая, к моменту начала сражения, главнокомандующий генерал Макклелан страдал приступом малярии и был прикован к постели.
У Джонстона было 60 000 человек, разделенные на два крыла. Правое крыло под командованием генерала Лонгстрита состояли из дивизий Ричарда Андерсона, Дэниела Хилла и Бенжамина Хугера. Левое крыло под командованием генерала Густавуса Смита состояли из дивизий генерала Уильяма Уайтинга и генерала Эмброуза Хилла. В резерве (под командованием Джона Магрудера) стояли дивизии Лафайета Мак-Лоуза и Дэвида Джонса.

## План Джонстона
Отступая на запад по полуострову, Джонстон понимал, что не сможет выдержать осаду в Ричмонде, поэтому решил атаковать противника. Изначальный план предполагал атаковать правый фланг Потомакской армии на северной стороне Чикахомини, чтобы не позволить ему соединиться с корпусом Макдауэлла, который приближался со стороны Фредериксберга. Однако 27 мая Джонстон получил сообщение, что корпус Макдауэлла направлен в долину Шенандоа и не сможет усилить Потомакскую армию. Тогда Джонстон отказался от первоначального плана и решил воспользоваться тем фактом, что два федеральных корпуса отрезаны рекой от своих основных сил.
Джонстон решил выделить три четверти своей армии (22 из 29-ти пехотных бригад, примерно 51 000 человек) против III и IV федеральных корпусов (33 000). План атаки был довольно сложен. Дивизии Э. П. Хилла и Магрудера должны были отвлекать на себя внимание федеральных корпусов севернее реки, в то время как Лонгстрит, командуя основными силами, должен был атаковать корпус Киза с трёх сторон. Шесть бригад Лонгстрита и четыре бригады Д.Хилла должны были по двум дорогам выйти к населённому пункту Севен-Пайнс (Seven Pines, назван так из-за семи больших сосен); три бригады Хугера должны были подержать атаку справа, а дивизия Уайтинга следовала за Лонгстритом в качестве резерва. Этот план имел все шансы на успех, поскольку крайняя западная дивизия IV-го корпуса, под командованием Сайласа Кейси (6 000 чел.) была укомплектована наименее опытными бойцами. Если бы удалось разбить III-й корпус, то IV-й корпус был бы прижат к реке и разгромлен.
Однако этот сложный план плохо заработал с самого начала. Отчего-то Джонстон передал все инструкции устно, во время долгого совещания 30 мая. Остальные генералы получили письменные приказы — не вполне внятные. Джонстон так же не успел уведомить дивизионное командование, что Лонгстриту поручено общее командование всеми силами южнее реки. Это привело к определенным накладкам, поскольку Хугер и Смит были рангом выше Лонгстрита. В свою очередь, Лонгстрит не до конца понял приказ, или же предпочел его изменить, не уведомляя Джонстона. Вместо того, чтобы наступать по указанной Найн-Майл-Роуд, его колонна двинулась за Хиллом по Вильямсбергской дороге, что не только задержало наступление, но и сузило фронт, позволив использовать только часть сил. Вдобавок ко всему этому, сильная буря ночью 30 мая вызвала подъём воды в реке, снесла многие федеральные мосты и превратила дороги в болото.

## Сражение

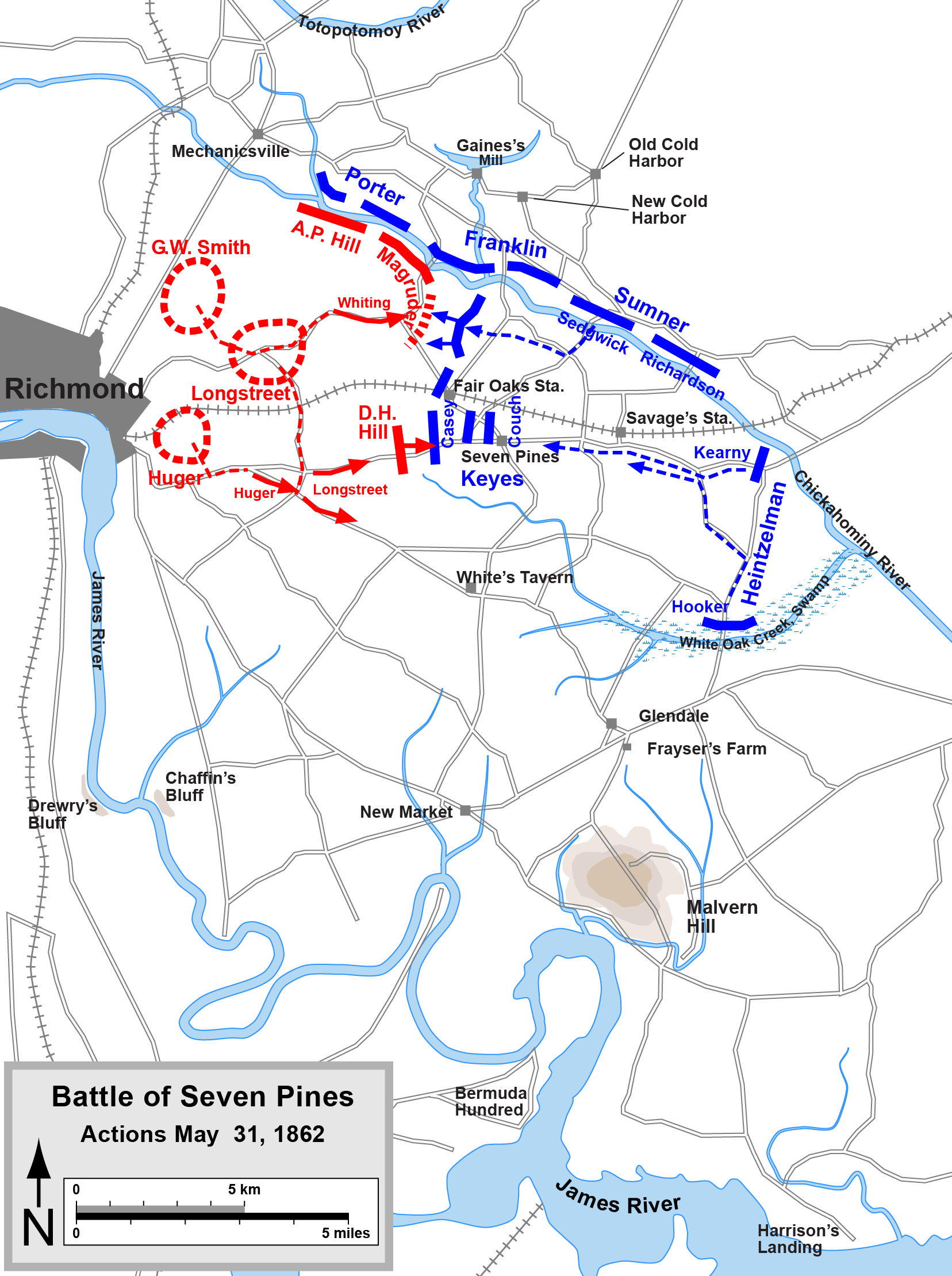
Сражение при Севен-Пайнс

Сражение с самого начала пошло неудачно для армии Конфедерации. Дивизии Лонгстрита двинулись по Чарльз-Сити-Роуд и свернули на Вильямсбергскую дорогу, вместо оговоренной планом дороги Найн-Майл-Роуд. В приказе генералу Хугеру вообще не было указано время выступления, Джонстон требовал выступить как можно раньше («as early in the morning as possible» и в конце приказа ещё раз: «P. S.--It is necessary to move very early.») Однако, Хугер спал до того самого момента, как услышал движение войск. Главнокомандующий Джонстон и его заместитель, генерал Густавус Смит, ничего не знали о передвижениях Лонгстрита и о задержке Хугера. В 13:00, через 4 часа после предполагаемого начала наступления, генерал Дэниел Хилл потерял терпение и приказал своим бригадам атаковать позиции дивизии генерала Кейси.
Дивизия Хилла наступала двумя передовыми бригадами — Гарланда и Родса, каждая по 5 полков. Бригада Габриеля Рейнса должна была обойти левый фланг противника. Бригада Андерсона наступала на правый фланг северян.
Дивизия Кейси занимала укрепления с редутом по центру, 5 полков бригады Генри Негли (98-й, 92-й, 100-й Нью-Йоркские, 11-й Мэнский и 104-й Пенсильванский) и батарея Спратта были выдвинуты вперед. Батарея встала на северной стороне Уильямсбергской дороги. Перед позициями была выставлена линия пикетов и один полк был направлен для поддержки пикетов. Этот полк в первые же минуты боя потерял четверть своего состава и отступил в панике и беспорядке.
Генерал Гарланд описывал начало наступления так:

«Теперь мы вышли на опушку леса, где засека мешала нам наступать дальше. Бригада попала под сильный огонь… Командиры полков было приказано повернуть налево и обойти противника с фланга, но они не смогли организованно осуществить этот манёвр под обстрелом. Ничего не оставалось делать, кроме как двинуть полки вперед через засеку.»
Позиции Кейси были укомплектованы неопытными солдатами, однако, дрались ожесточенно, и бой проходил с большими потерями с обеих сторон. Южане задействовали только четыре бригады вместо 13-ти, находящихся в их распоряжении, таким образом, их удар по слабому участку позиций противника оказался недостаточно мощным. Кейси запросил у генерала Киза подкреплений, но ответ задерживался. Наконец, южанам удалось потеснить передовые 5 полков противника, выйти к земляным укреплениям и взять центральный редут.

Генерал Хилл потом вспоминал: -…Я заметил беспокойство в лагере противника и на редуте, и признаки того, что они собираются оставить редут. Родс грамотно воспользовался их замешательством, и двинул свою бригаду вперед в прекрасном порядке, и захватил редут и стрелковые ячейки.
Кейси отвел войска на вторую линию обороны у перекрестка Севен-Пайнс. К этому времени оба главнокомандующих ничего не знали о ситуации на поле боя. В 14:30 Хейнцельман донес Макклелану, ещё находящемуся в постели, что он ещё не получил ни слова от генерала Киза. Генерал Джонстон находился в 2,5 милях от фронта, но из-за рельефа местности не слышал канонады и стрельбы, поэтому до 16:00 не знал о начале боя.
В Потомакской армии имелся специальный воздухоплавательный корпус, которым командовал профессор Тадеуш Лоу. Лоу организовал два наблюдательных пункта на северном берегу реки — в Гейнс-Фарм и в Мехаинсвилле. 29 мая он сообщил о концентрации сил противника около Нью-Бридж и у станции Феир-Оакс. Из-за сильных дождей 30 мая и ветра 31 мая аэростаты «Вашингтон» и «Интрепид» не предпринимали действий вплоть до полудня. После полудня Лоу заметил перемещение войск противника в боевой формации и эта информация была доставлена в штаб Макклелана в 14:30. До конца дня Лоу передавал сообщения с «Интрепида» по телеграфу.
Около 16:40 генерал Дэниель Хилл, получив подкрепления от Лонгстрита, атаковал около Севен-Пайнс вторую линию федеральных укреплений, которую удерживали остатки дивизии Кейси, дивизия Дариуса Кауча и дивизия Филипа Керни. Хилл осуществил обходной манёвр, послав 4 полка под командованием Мики Дженкинса для атаки правого фланга Кейеса. Эта атака отбросила северян к Вильямсбергской дороге, на полторы мили за Севен-Пайнс. Сражение на этом участке затихло в 19:30.
Как раз перед атакой Хилла генерал Джонстон узнал о том, что дивизии Лонгстрита включились в сражение. Это были первые новости, которые Джонстон узнал за время сражения. Он взял три бригады из дивизии Уайтинга (Уэйда Хэмптона, Хаттона и Петтигрю), двинулся вперед и подключился к бою у станции Фэр-Оукс, севернее линии железной дороги. Вскоре подошли крупные федеральные подкрепления. Бригадный генерал Эдвин Самнер (командир II-го корпуса) услышал шум боя и по своей инициативе отправил туда дивизию Джона Седжвика. Ненадежный «Виноградный мост» был едва не снесен наводнением, но вес идущей по нему дивизии помог ему устоять. Когда Самнер услышал, что реку перейти не удастся, он ответил: «Невозможно? Сэр, я говорю вам, я смогу это! У меня приказ!» Когда последний солдат сошел на берег, мост был смыт течением. Но дивизия Седжвика успела встать на пути наступающей дивизии Уайтинга. Сражение было жестоким — Уайтинг потерял трёх из четырёх бригадных командиров. Уэйд Хэмптон был ранен, Роберт Хаттон убит, Джонстон Петтигрю ранен и захвачен в плен.
Генерал Самнер писал:

Я приказал полкам — 82-му Нью-Йоркскому, 34-му Нью-Йоркскому, 15-му массачусетскому,20-му массачусетскому и 7-му мичиганскому — двинуться вперед и атаковать штыками. Между нами и противником было две изгороди, но наши люди прорвались сквозь них, противник дрогнул и побежал, и этим завершились бои в субботу.— "От Манасаса до Аппоматокса, глава 7"
С федеральной стороны бригадный генерал Оливер Ховард получил ранение правой руки пулей Минье. Рука была ампутирована, а Ховард выбыл из строя на несколько месяцев (позже он получил за это Медаль Почёта).
Ближе к закату произошло событие, ставшее впоследствии знаменитым: генерал Джонстон был ранен пулей в правое плечо, и сразу же осколок снаряда попал ему в грудь. Потеряв сознание, он упал с лошади и был эвакуирован в Ричмонд. У него оказались сломаны правая лопатка и два ребра. Густав Смит принял командование армией. Он был на тот момент болен и не представлял себе, как дальше вести сражение. Он произвел плохое впечатление на президента Дэвиса и его военного советника, генерала Ли. 1 июня, к концу сражения, Дэвис назначил главнокомандующим генерала Ли.
К концу дня федеральная армия отступила на левом фланге, оставила Севен-Пайнс и заняла позиции вдоль линии железной дороги, фронтом на юг. Здесь встала дивизия Ричардсона: бригады Ховарда, Френча, Мигера (ирландская бригада) и Бирни.
1 июня армия южане атаковали позиции противника вдоль ж-д силами трёх бригад: Махоуна, Армистеда и Пикетта. Бригада Джона Худа стояла у Феир-Оакс-Стейшен, бригады Приора и Уилкокса — правее Пикетта, фронтом на восток. Атака была неудачной, северяне подтянули подкрепления и заняли сильные позиции, поэтому потеснить их не удалось. К полю боя подошла дивизия Джозефа Хукера. Они атаковали части Хугера и Лонгстрита и потеснили их. Сражение окончилось около 11:30, когда южане отступили на запад от Севен-Пайнс. В это время на поле боя прибыл Макклелан, однако северяне не стали проводить контратаку.

## Последствия
Обе стороны объявили себя победителями и потери были примерно равны. Однако, наступление Макклелана на Ричмонд затормозилось и его армия вернулась на свои позиции. Северяне потеряли 790 человек убитыми, 3594 ранеными и 647 человек попало в плен. Южане потеряли убитыми 980 человек, ранеными 4749 и пленными 405. Северянам сражение запомнилось как «сражение при Фэр-Оукс-стейшен», поскольку именно на этом участке они сражались удачнее всего. Южане по тем же мотивам назвали сражение «сражением при Севен-Пайнс». Историк Стефан Сирс считает «Севен-Пайнс» более адекватным названием, поскольку здесь произошли крупнейшие бои и были понесены основные потери.

## Интересное
Сражение при Севен-Пайнс считается первым сражением в мировой истории, где были использованы пулеметы. На момент начала войны федеральная армия имела около 60 пулеметов Эйгара, а Конфедерация закупила несколько пулеметов Вильямса. На ход сражения они существенно не повлияли.

Цифры людских потерь, понесенных при Фэр-Оукс, — примерно 13 процентов войск с каждой стороны убитыми, ранеными или пропавшими без вести, вполне обычные для той войны, — свидетельствуют, что не произошло ничего из ряда вон выходящего. Сомнительно также, что генералы обеих армий обратили особое внимание на тот эффект, который произвело новое оружие, поскольку маловероятно, что примитивные механические орудия могли дать более чем несколько очередей, прежде чем нарушалась подача патронов или, что ещё хуже, прежде чем начинались осечки, после которых чрезвычайно сложно было восстановить боеспособность заклинившего орудия. 

## В кино
В 1911 году компания Champion Film Company сняла черно-белый фильм «Лонгстрит при Севен-Пайнс» (Longstreet at Seven Pines)